# Eleccions legislatives noruegues de 1936
Les eleccions legislatives noruegues de 1936 se celebraren el 10 d'octubre de 1936 per a renovar els 150 membres del Storting, el parlament de Noruega. Foren les últimes abans de l'esclat de la Segona Guerra Mundial i de la invasió de Noruega pel Tercer Reich. Els més votats foren els laboristes noruecs i el seu cap Johan Nygaardsvold detingué el càrrec de primer ministre de Noruega. Malgrat la situació de crisi política mundial, ni els comunistes ni els feixistes de Nasjonal Samling assoliren entrar al Storting.

## Resultats
|         |                                                    |         |       |          |        |
| Partits | Partits                                            | Vots    | Vots  | Escons   | Escons |
| Partits | Partits                                            | #       | %     | #        | ±      |
|         | Partit Laborista Noruec (Det norske Arbeiderparti) | 618,616 | 42.51 | 70 / 150 | 1      |
|         | Partit Conservador (Høyre) - PPL                   | 310,324 | 21.32 | 36 / 150 | 6      |
|         | Partit Liberal (Venstre)                           | 232,784 | 16.00 | 23 / 150 | 1      |
|         | Partit dels Agricultors (Bondepartiet)             | 168,038 | 11.55 | 18 / 150 | 5      |
|         | Partit de la Societat (Samfunnspartiet)            | 45,109  | 3.10  | 8 / 150  | 6      |
|         | Unió Nacional (Nasjonal Samling)                   | 26,577  | 1.83  | 0 / 150  | =      |
|         | Partit Democristià (Kristelig Folkeparti)          | 19,612  | 1.35  | 2 / 150  | 1      |
|         | Partit Popular Liberal - Fedrelandslaget           | 19,236  | 1.32  | 0 / 150  | 1      |
|         | Partit Popular Radical (Det Radikale Folkeparti)   | 6,407   | 0.44  | 0 / 150  | 1      |
|         | Partit Comunista (Norges Kommunistiske Parti)      | 4,376   | 0.30  | 0 / 150  | =      |
|         | Total                                              | 100%    | 100%  | 150      | 150    |